# Natalija Korolevska
Natalija Korolevska (ukr. Наталія Юріївна Королевська); (Ukrajina, Luganska oblast, Krasnij Luč, 18. svibnja 1975.); ukrajinska političarka, zastupnica u ukrajinskom parlamentu Vrhovnoj Radi. Član je stranke Blok Julije Timošenko i bliska suradnica predsjednice stranke Julije Timošenko. Korolevska je prema određenim anketama najprivlačnija zastupnica u ukrajinskom parlamentu. 

## Biografija
Natalija Korolevska rođena je u istočnoj Ukrajini, u mjestu Krasnij Luč. Diplomirala je 1997. na prestižnom Istočnoukrajinskom nacionalnom sveučilištu Volodimira Dalja, a 2002. diplomirala je na Donečkoj državnoj akademiji, smjer: Menadžment. Iste godine Korolevska se po prvi puta uključila u ukrajinsku politiku.

## Vezani članci
- Julija Timošenko
- Ljudmila Denisova

## Vanjske poveznice
- Stranka Natalije Korolevske; Sveukrajinski savez - Domovina  Arhivirana inačica izvorne stranice od 27. svibnja 2010. (Wayback Machine)
- Privatna biografija objavljena u ukrajinskim medijima